# Robert Neergaard
Robert Theodor Jørgensen Neergaard (28. marts 1840 i København – 22. februar 1912 på Frederiksberg) var en dansk xylograf.
Han var søn af snedkermester Thomas Jørgensen Neergaard og Marthe Kirstine Schmidt og blev oplært i træsnittets kunst i Kittendorff & Aagaards litografiske værksted i København 1858. 
Neergaard har udført en række træsnit til Søndagsposten i 1870'erne bl.a. skuespillerportrætter. For Ude og Hjemme har han ligeledes arbejdet, således efter tegninger af Hans Nikolaj Hansen. Han har til Christian Winther: Billedbog for Store og Smaa (1871) skaaret alle træsnittene samt til Foreningen Fremtidens Billeder af Danske Kunstnere til Digte af ældre og nyere Forfattere (1884-95) skåret helsides billeder efter Otto Haslunds og Erik Henningsens tegninger. Han er repræsenteret i Kobberstiksamlingen.
Han er begravet på Assistens Kirkegård.